# When I'm Gone (Alesso & Katy Perry)
When I'm Gone is een nummer van de Zweedse dj Alesso en de Amerikaanse zangeres Katy Perry uit 2021.
Over Alesso's beats en pianomelodieën heen, geeft Perry een felle waarschuwing aan de minnaar die haar heeft achtergelaten, namelijk dat ze nooit echt bij hem weg zal zijn. "When I'm Gone" was in Alesso's thuisland Zweden niet heel succesvol met een 90e positie, en in de Amerikaanse Billboard Hot 100 was het nog minder succesvol met een 91e positie. In het Nederlandse taalgebied sloeg het nummer wel aan; met een 12e positie in de Nederlandse Top 40 en een 25e in de Vlaamse Ultratop 50.